# Большие Горки (Рузский городской округ)
Большие Горки — деревня сельского поселения Волковское Рузского района Московской области. Население — 1 чел. (2010), в деревне числится 1 улица — Молодёжная. До 2006 года Большие Горки входили в состав Волковского сельского округа.
Деревня расположена в центральной части района, в 9 километрах севернее Рузы, на левом берегу реки Вейна (приток Озерны). Напротив, на правом берегу Вейны, ранее находилось упразднённая деревня Малые Горки, высота центра над уровнем моря 197 м.

## Население
| 2002 | 2006 | 2010 |
| ---- | ---- | ---- |
| 6    | ↘3   | ↘1   |